# Frane Selak
Frane Selak (14. června 1929 – 30. listopadu 2016) byl chorvatský hudební učitel, který se vyznamenal především jako člověk, který sedmkrát unikl přímé hrozbě smrti. V roce 2003 byl označen jako „nejšťastnější člověk na Zemi“ a „nejšťastnější smolař“.

## Blízko ke smrti
Poprvé měl Selak namále v lednu 1962, když jel ve vlaku, který vykolejil a sjel do řeky. Bylo chladné počasí a pršelo. Neznámá osoba jej vytáhla do bezpečí a Selak vyvázl pouze se zlomenou rukou a podchlazením, zatímco dalších 17 pasažérů se utopilo.
Následující rok se vydal na svůj první let letadlem. Během letu se letadlu porouchaly dveře kokpitu a několik pasažérů z něj vypadlo. Selak dopadl na kupku sena. Nehodu nepřežilo 19 lidí.
O tři roky později, roku 1966, jel autobusem, který dostal smyk a sjel z vozovky do řeky. Selak doplaval na břeh a vyvázl jen s modřinami, zatímco čtyři lidé zahynuli.
Roku 1968 učil svého nejmladšího syna jak správně držet zbraň a nevšiml si, že je bezpečnostní pojistka vypnutá. Omylem se mu podařilo se střelit do varlete, které mu bylo později v nemocnici odoperováno.
V roce 1970 se vznítil motor jeho auta, podařilo se mu vyskočit nedlouho před samotným výbuchem.
Tři roky poté vzplanulo i jeho další auto. U benzinové pumpy vystříklo hořlavé palivo na jeho horký motor. Přišel o všechny vlasy, ale jinak opět vyvázl bez další zdravotní újmy.
V roce 1995 jej v Záhřebu srazil plně rozjetý autobus. Utrpěl pouze lehká zranění.
O rok později unikl poslední hrozbě smrti – čelní srážce s dodávkou OSN na horské silnici. Selak, jenž nebyl připásán bezpečnostním pásem, na poslední chvíli strhl volant, vyskočil z vozu a zachytil se větev jediného stromu, který se nad propastí tyčil. Jeho automobil letěl 100 metrů hlubokým srázem a následně shořel.
Po všech těchto incidentech v roce 2003, 2 dny po jeho 73. narozeninách, poprvé v životě vsadil v loterii. Investoval v přepočtu 30 korun, přičemž vyhrál téměř 20 miliónů. Tou dobou se také popáté oženil. Z výhry zakoupil 2 domy a loď. V roce 2010 se rozhodl dát většinu zbývajících peněž příbuzným a přátelům a žít skromně. Zemřel ve věku 87 let.